# Bistum Granada
Das Bistum Granada (lateinisch Dioecesis Granadensis, spanisch Diócesis de Granada) ist ein in Nicaragua gelegenes römisch-katholisches Bistum mit Sitz in Granada. Es umfasst die drei Departamentos Granada, Rivas und Boaco.

## Geschichte
Papst Pius X. gründete das Bistum am 2. Dezember 1913 aus Gebietsabtretungen des Bistums León en Nicaragua. Am 21. Juli 1962 verlor es einen Teil des Territoriums an die Territorialprälatur Juigalpa.

## Bischöfe von Granada
- José Candida Piñol y Batres (10. Dezember 1913 – 10. Juli 1915; zurückgetreten)
- Canuto José Reyes y Balladares (12. Juli 1915 – 3. November 1951; gestorben)
- Marco Antonio García y Suárez (17. März 1953 – 14. Juli 1972; zurückgetreten)
- Leovigildo López Fitoria CM (7. Juli 1972 – 15. Dezember 2003; emeritiert)
- Bernardo Hombach Lütkermeier (15. Dezember 2003 – 11. März 2010; emeritiert)
- Jorge Solórzano Pérez (seit 11. März 2010)

## Weblinks

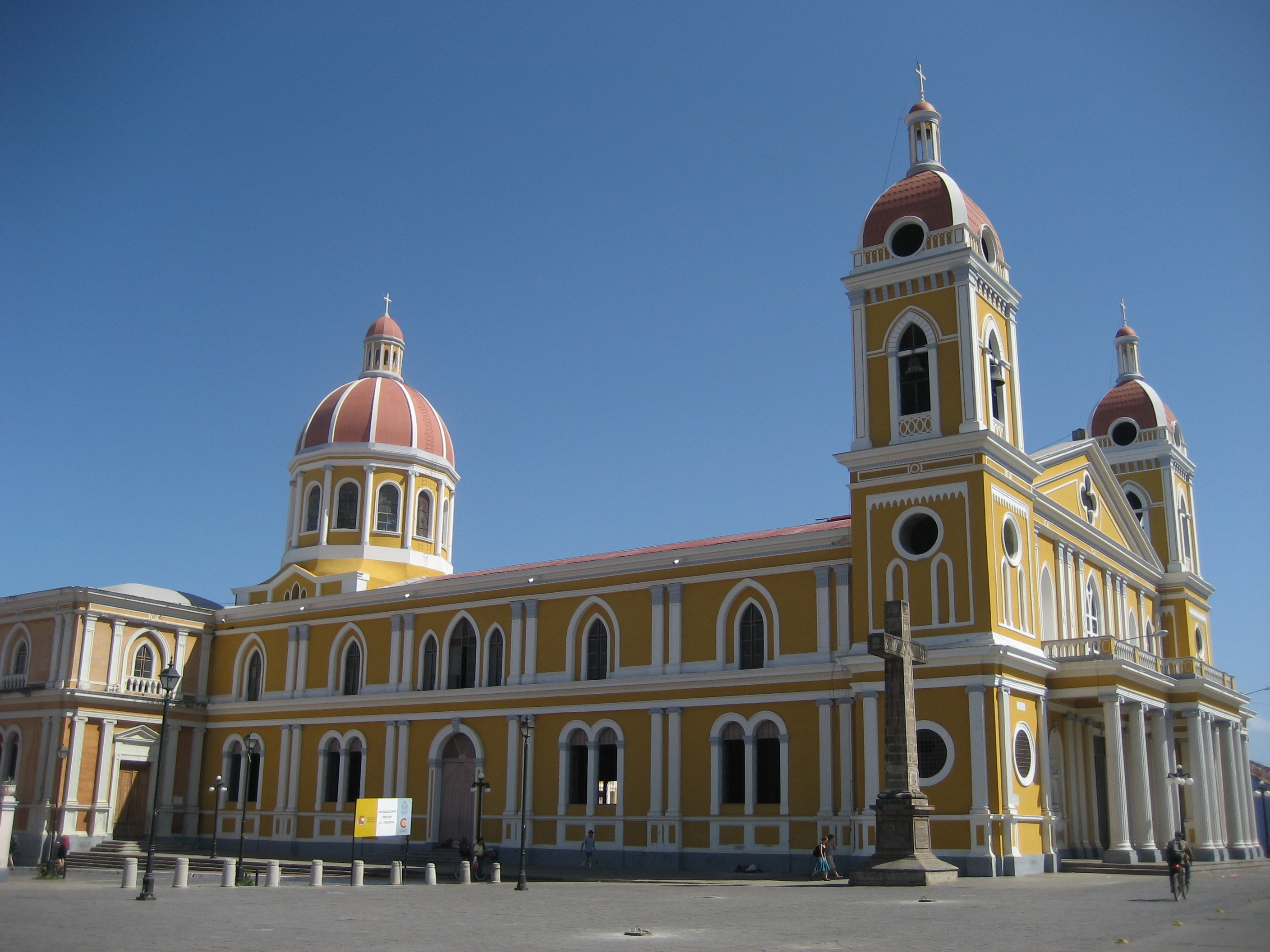
Catedral Nuestra Señora de la Asunción